# 공급망 관리
공급망 관리(供給網管理, supply chain management, SCM)란 부품 제공업자로부터 생산자, 배포자, 고객에 이르는 물류의 흐름을 하나의 가치사슬 관점에서 파악하고 필요한 정보가 원활히 흐르도록 지원하는 시스템을 말한다. 기업 내에 부문별 최적화나 개별 기업단위의 최적화에서 탈피하여 공급망의 구성요소들 간에 이루어지는 전체프로세스 최적화를 달성하고자 하는 경영혁신기법이다. 또 생산관리 자격증을 준비 할 때 공급망 재고 운영 관리와 공급망 운송 관리를 배운다

## 배경
기업들의 시장이 글로벌화되면서 글로벌 마케팅, 소싱, 제조, 지역별 특성화 및 전 세계 제품 전략 수립이 필요로 했으며 ‘무한 경쟁 시대’에 따라 고품질, 저가격, 적기 납기의 중요성이 증대되고 공급사슬의 60~70% 부가가치가 제조이외의 부분에서 발생하므로 전체 라인이 관리가 필요로 하게 되었다.

### 패러다임의 변화
공급망 관리가 등장하게 된 것은 패러다임의 변화도 한 몫을 하는데 제품생산 중심의 사고에서 부품의 조달, 제품 유통의 중요성이 인식되었고 과거에는 부분 최적화가 중시 되었지만 현재는 전체최적화가 중시 되었다. 또한 개별기업의 경쟁력이 중시되었던 사회가 협력업체와의 경쟁력 및 긴밀한 협조가 필요로 한 사회로 바뀌게 된 것이 공급망 관리의 등장 배경이라고 볼 수 있다.
SCM을 잘하는 기업들은 핵심 가치가 무엇인지에 대한 이해가 분명하다. 또 이에 따라 해야 할 일은 무엇인지 정확히 이해하고 있다. 제품 리더십을 선택한 애플과 빠른 시장 대응을 선택한 자라가 좋은 사례다.

## 구성요소

### 공급망 계획
공급망 계획(Supply Chain Planning, SCP) 시스템은 기업이 제품에 대한 수요를 예측할 수 있고, 그 제품에 대한 조달계획 및 생산계획을 수립할 수 있도록 해준다. 이 시스템은 기업이 주어진 기간 안에 얼마나 많은 제품을 제조할 수 있는지를 결정하고, 원재료에 대한 재고 수준을 설정하고, 완성된 제품을 어디에 저장할지 결정하고, 제품 전달을 위해 사용할 운송 수단을 판단하는 등 더 나은 운영상의 의사결정을 할 수 있도록 도와준다. 공급망 계획에는 다음과 같은 계획이 있다.
- 수요계획: 여러종류의 예측기법을 이용하여 제품 또는 서비스에 대한 수요분석을 통하여 계획 수립
- 제조계획: 고객에게 공급될 상품 또는 서비스 내역에 대해서는 제조관계된 모든 일정을 세부적으로 관리 및 조정
- 유통계획: 일정관리 부분, 운송계획부분, 수요계획부분과 통합하여 물류상의 운영계획 수립
- 운송계획: 최소비용으로 원재료가 공장에 배달되고 완성된 제품 또는 서비스가 고객에게 효과적으로 전달될 수 있도록 자원 배분 계획
- 재고계획 : 재고를 보관하는 거점(공장, 물류센터, 판매점 등)에서 향후 수요에 대비하여 최적의 재고를 유지하기 위한 제품별 재고계획 수립

### 공급망 실행
공급망 실행(Supply Chain Execution, SCE) 시스템은 제품이 올바른 장소에 가장 효율적인 방법으로 전달될 수 있도록 유통센터 및 유통창고를 거치는 제품의 흐름을 관리한다. 이 시스템은 제품의 물리적 상태, 원재료에 대한 관리, 창고 및 수송에 대한 운영, 모든 이해당사자에 관한 재무정보를 파악한다. 공급망 실행에는 다음과 같은 관리가 있다.
- 주문관리: 주문이행, 주문 확인, 주문처리
- 생산관리: 제품 및 서비스의 생산과정에 대한 전체적인 관리
- 유통관리: 완성된 상품 또는 서비스가 최소비용으로 최단거리에 고객에게 전달될 수 있도록 관리
- 역물류관리: 제품에 하자가 발생할 경우, 제품이 보상판매될 경우 고객으로부터 상품 또는 서비스를 돌려받는 부분의 관리

## 같이 보기
- 비어 게임